# Эр-Рахида
Эр-Рахида (араб. الراهدة‎) — деревня на юго-западе Йемена, на территории мухафазы Таиз.

## Географическое положение
Деревня находится в юго-восточной части мухафазы, в горной местности Йеменского хребта, на высоте 1046 метров над уровнем моря.
Эр-Рахида расположена на расстоянии приблизительно 34 километров к юго-востоку от Таиза, административного центра мухафазы и на расстоянии 210 километров к югу от Саны, столицы страны.

## Население
По данным переписи 2004 года численность населения Эр-Рахиды составляла 12 177 человек.

## Транспорт
Через деревню проходит автомагистраль, соединяющая города Аден и Таиз.
Ближайший аэропорт — Международный аэропорт Таиза.